# سيدريك بال
سيدريك بال (16 أبريل 1968 في الولايات المتحدة - ) (بالإنجليزية: Cedric Ball)‏ هو لاعب كرة سلة أمريكي في مركز هجوم صغير الجسم. لعب مع كواد سيتي ثندر ولوس أنجلوس كليبرز وويتشاتا فولز تكسانز وConnecticut Pride ‏.

## وصلات خارجية
- سيدريك بال على موقع إن بي أي (الإنجليزية)
- سيدريك بال على موقع سبورتس رفرنس (الإنجليزية)
- سيدريك بال على موقع كلية كرة السلة في سبورتس رفرنس.كوم (الإنجليزية)
- سيدريك بال على موقع ريلجم (الإنجليزية)
- سيدريك بال على موقع بروبوليرز (الإنجليزية)